# Teresio Ricci
Teresio Ricci (Predosa, 25 giugno 1919 – Predosa, 13 settembre 2001) è stato uno storico, poeta, partigiano e studioso italiano, esperto delle tradizioni locali e del dialetto locale.
Nasce a Predosa, in provincia di Alessandria, il 25 giugno 1919, compie gli studi a Novi Ligure e a Genova fino a conseguire il diploma magistrale. Chiamato al servizio militare segue il corso sottufficiali a Pisa e viene incorporato come paracadutista.
L'8 settembre del 1943 lo trova in licenza a Predosa a causa di una ferita di guerra; si unisce allora a un gruppo di partigiani, esperienza che lo segna profondamente per tutta la vita, come scuola di vita e luogo di apprendimento dei veri valori da realizzare trasmettendoli ai giovani.
Subito dopo la fine della guerra inizia l'attività di insegnamento elementare, vincitore di concorso in Sardegna, a Iglesias, e quindi in provincia di Alessandria, fino al trasferimento definitivo nel suo paese, dove diventa presto coordinatore della scuola elementare fino al pensionamento nel 1979, adoperandosi fra l'altro presso le autorità scolastiche per istituire un "Centro di lettura" a beneficio degli scolari e delle loro famiglie, nucleo originario di quella biblioteca comunale nata successivamente nel 1977.
Il collocamento a riposo rappresenta l'inizio di un otium estremamente operoso dal punto di vista intellettuale, caratterizzato dalla dedizione organica alla storia patria. La ricerca d'archivio lo porta ad approfondire momenti della storia di Predosa e a pubblicarne sintesi di taglio divulgativo su vari periodici locali. A lato, si appassiona alla storia del dialetto predosino, che studia soprattutto dal punto di vista etimologico e comparativistico non soltanto con i dialetti vicini e la lingua italiana, ma anche con elementi di lingue straniere. Si dedica altresì a comporre versi in vernacolo: i suoi testi, venati costantemente da un sentimento nostalgico di rievocazione e descrizione di ambienti e sentimenti, spesso con intenti di satira nei confronti delle mode e dei costumi contemporanei, vengono pubblicati da testate locali (cura una rubrica settimanale su Il Piccolo, bisettimanale di Alessandria) e vengono anche segnalati e premiati in concorsi regionali e nazionali di poesia vernacolare.
In occasione del centenario della nascita, il 22 maggio 2019, il Comune di Predosa, d'intesa con la Scuola Primaria e Secondaria di primo grado del Comune, ha scoperto una targa commemorativa nella piazza del paese, recante alcuni versi di una poesia dialettale di Ricci con traduzione italiana a fronte.